# 캠프 엑스레이
캠프 엑스레이(Camp X-Ray)는 미국에서 제작된 피터 새틀러 감독의 2014년 드라마 영화이다. 크리스틴 스튜어트 등이 주연으로 출연하였다.

## 출연

### 주연
- 크리스틴 스튜어트
- 페이만 모아디
- 타라 홀트
- 레인 게리슨

### 조연
- 존 캐럴 린치
- 줄리아 더피
- 유서프 아자미
- 마코 칸
- 조셉 줄리안 소리아
- 코리 마이클 스미스

## 제작진
- 세트: 애덤 윌리스
- 의상: 크리스티 위텐본